# 阿拉蓬加斯
阿拉蓬加斯（葡萄牙語：Arapongas）是巴西的城鎮，位於該國南部，由巴拉那州負責管轄，始建於1947年10月10日，面積382.2平方公里，海拔高度816米，2010年人口104,150，人口密度每平方公里272.49人。